# Comté (kaas)
De Comté (ook Gruyère de Comté) is een Franse kaas, afkomstig uit de Jura, uit de Franche-Comté. Hoofdstad van het Comté-gebied is Poligny, waar ook het "Maison du Comté", het Comté-museum, staat. De kaas behoort tot de zogenaamde harde kazen en wordt al eeuwenlang gemaakt. Hij is een van de 44 Franse kazen die het rood-gele Europese AOP-keurmerk, dat sinds januari 2012 het AOC-label vervangt, mag voeren.

## Keurmerk
De Comté heeft het AOC-keurmerk sinds 1958. Regels die vastleggen wat er moet gebeuren voordat een kaas een Comté is zijn door de INAO bepaald. Die regels omvatten onder meer:
- Het gebied waar de melk vandaan moet komen: het Jura massief, in de departementen Jura, een deel van de Doubs en een klein stukje van de Ain.
- Het ras koeien dat de melk mag leveren: De rassen Montbéliard, Franse Simmentaler of een mengeling van beide rassen.
- De hoeveelheid ruimte voor iedere koe: minstens 1 hectare.
- De hoeveelheid te gebruiken kunstmest is zeer beperkt, om de rijkheid van de flora blijvend te waarborgen
- De koeien mogen niet bijgevoederd worden met gefermenteerde producten (kuilgras, kuilmaïs)
- De melk moet binnen 24 uur na melken tot kaas verwerkt worden, zonder toevoeging van kleurstoffen, conserveermiddelen e.d.

## Bereiding
De Comté wordt nog in vele kleine kaasmakerijen (bijna 200), de “fruitière”, in de dorpen van de Jura geproduceerd. Dit is de manier waarop het al eeuwenlang gebeurt. Al eeuwenlang worden de grote ronde kazen (die ieder zo’n 500 liter melk vergen) geproduceerd. Juist dit soort kazen waren zeer goed houdbaar voor de lange winters. Dit vereist samenwerking, want een enkele boer kon een dergelijke hoeveelheid niet op één dag leveren. De kaasmakerij was het centrale organisatiepunt binnen de dorpsgemeenschap, en is dat steeds gebleven.
De boerderijen werken nog als vanouds, de veehouderij is extensief, de koeien lopen ’s zomers in het berggebied rond en krijgen ’s winters uitsluitend voeder dat uit de streek komt.
Bij ontvangst wordt de melk licht aangezuurd met stremsel. Binnen een half uur is de melk gestremd, de wrongel wordt gesneden en tot een temperatuur van 54 °C verwarmd. Nadat het in de vormen gebracht is, wordt de kaas geperst om alle wei weg te laten lopen. De kaas wordt al na een paar uur uit de vorm gehaald, en blijft eerst ongeveer een week in de kaasmakerij om te drogen. Vervolgens gaat de kaas naar de rijpingskelders, er zijn er zo’n 10 verspreid over het gehele gebied. In de kelders wordt de kaas regelmatig gezouten en gekeerd. Overigens blijft de kaas relatief zoutarm, een zoutgehalte van slechts zo’n 0,8 % is gangbaar. De rijping duurt minimaal 120 dagen, maar rijpingstijden van 8-12 maanden en ook 18-24 maanden zijn gebruikelijk. De rijpingsduur kan oplopen tot 36 en soms zelfs 41 maanden. Het rijpingsproces geeft de kaas zijn eigenheid, de specifieke smaak.
Na rijping volgt nog een controleproces. De Comté wordt beoordeeld op uiterlijk en smaak. Alleen wanneer de kaas een voldoende scoort (minimaal 12 van de 20 punten) mag de kaas als “Comté” geëtiketteerd worden.